# Gramàtica generativa
La gramàtica generativa o generativisme és una teoria lingüística apareguda a la segona meitat del segle XX segons la qual la gramàtica és un sistema de regles i "transformacions" que generen totes les combinacions de mots que són considerades com a frases gramaticals (és a dir, gramaticalment correctes) d’una llengua. El fundador de la teoria va ser el lingüista nord-americà Noam A. Chomsky, professor al MIT. Chomsky ha estat un dels personatges crucials en l’anomenada revolució cognitiva, que va permetre el pas del conductisme a l'estudi mentalista del llenguatge. Inicialment, la teoria va ser anomenada gramàtica generativa-transformacional (o de vegades gramàtica transformacional), però posteriorment s'ha anat consolidant la denominació gramàtica generativa o generativisme.

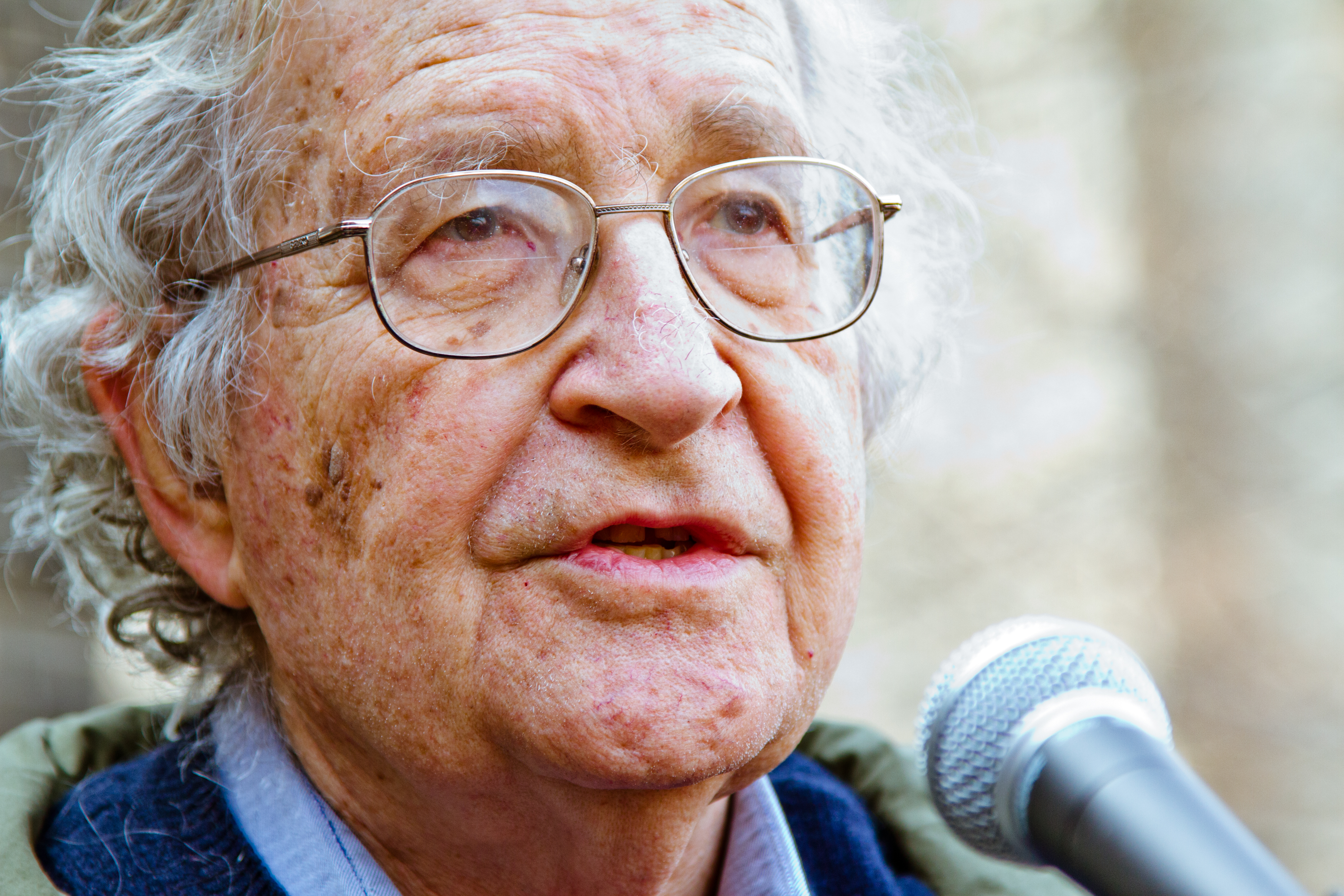
Noam A. Chomsky, considerat el pare de la gramàtica generativa

Des dels seus orígens, amb l’obra Syntactic Structures (1957) de Chomsky, la gramàtica generativa s'ha basat tradicionalment en l'estudi de la sintaxi (és de fet una teoria "sintacticocèntrica"), però també ha considerat altres aspectes de la lingüística com la morfologia i la fonologia. Al llarg del temps, la gramàtica generativa s'ha anat constituint i desenvolupant-se en diverses noves teories, en un procés que va des de l'anomenada "teoria estàndard" fins al "programa minimalista".
Els dos pilars fonamentals del generativisme són el caràcter innat de la facultat humana del llenguatge i la competència lingüística del parlant nadiu.

## Elements bàsics de la gramàtica generativa

### Aparell d’adquisició del llenguatge (language acquisition device, LAD)
La gramàtica generativa es basa en la hipòtesi bàsica mentalista que el llenguatge és una qualitat innata dels humans, que disposem d’un aparell d’adquisició del llenguatge (en anglès, language acquisition device, LAD) des del moment de néixer. Això té una certa relació amb les idees dels cartesians racionalistes del segle xvii, però s'oposa frontalment a les idees de l'escola de Bloomfield, segons la qual el llenguatge és adquirit i s'aprèn, com qualsevol altra cosa, mitjançant la imitació, la repetició i el reconeixement de models.

### Estructures profunda i superficial de la llengua i gramàtica universal
La programació genètica dels humans per al llenguatge es troba directament relacionada amb un dels aspectes bàsics de la gramàtica generativa: l'anomenada gramàtica universal, que està constituïda per les regles gramaticals bàsiques subjacents i comunes a totes les llengües naturals. Totes les llengües tenen una estructura profunda subjacent, regulada per les regles de la gramàtica universal, i una estructura superficial, que pot arribar a ser molt diferent entre una llengua i una altra. Per a Chomsky, els estructuralistes s'havien dedicat a estudiar l'estructura superficial de les llengües. De l'estructura profunda a l'estructura superficial s'arriba amb les transformacions (o "regles T", d’acord amb la nomenclatura original de Chomsky), que són les que justifiquen el nom inicial ("generativotransformacional") de la lingüística chomskiana. Climent i Mateu expliquen el concepte de transformació de la manera següent: 
Una transformació és una operació sintàctica que converteix una estructura "subjacent" o "profunda" (per exemple, una estructura amb un ordre bàsic com el de (2a)) en una estructura "superficial" (p. ex., una estructura amb un ordre derivat com el de (2b)). Fixeu-vos que en (2b) el subjecte del verb subordinat cantaria s'ha desplaçat a la posició inicial de l’oració principal i ha deixat en la posició original una traça (t) per indicar que és en aquesta posició en què s'interpreta semànticament: fixeu-vos, doncs, que el pronom interrogatiu qui no manté la relació sintàctica ni semàntica amb el verb principal va dir, sinó amb el verb subordinat cantaria (n’és el subjecte i fa també l’acció d’aquest predicat).
(2) a. La Maria ens va dir que [SNX-qui] cantaria la cançó?
b. [SNQuii] ens va dir la Maria que [ti] cantaria la cançó?
Amb el temps, tot i que no desapareixen de la nomenclatura generativista, es va anar rebaixant el pes de les transformacions en el conjunt de la teoria, la qual cosa explica per què avui dia s'acostuma a parlar simplement de “gramàtica generativa” i ja no tant de “gramàtica transformacional” o “generativa-transformacional”.
Per a la gramàtica generativa, paral·lelament a la gramàtica universal, hi ha elements característics i diferenciadors de les llengües que no són innats sinó apresos, tals com les posicions del subjecte, del verb i de l’objecte. Un nen parlant de llengües com el català, l’anglès o el castellà ha d’aprendre que la posició convencional és subjecte-verb-objecte (SVO), mentre que un parlant d’irlandès ha d’aprendre l’ordre verb-subjecte-objecte (VSO) i un parlant de turc aprendrà l’ordre subjecte-objecte-verb (SOV). És interessant d’observar que molt poques llengües utilitzen l’ordre verb-objecte-subjecte (VOS) i cap (o pràcticament cap) llengua utilitza l’ordre objecte-subjecte-verb (OSV) o objecte-verb-subjecte (OVS).

### Regles gramaticals i arbres sintàctics
El concepte de regla gramatical va ser bàsic per al generativisme des d’un primer moment. Chomsky volia proposar una gramàtica de regles que haurien d’explicar com els parlants són capaços de produir un nombre infinit d’oracions a partir d’un nombre limitat de recursos lingüístics. Les regles per a combinar mots i formar frases gramaticalment correctes poden canviar d’una llengua a una altra, com demostra Frías en els exemples següents: 
1. Espanyol. Tengo hambre → literalment: * I have hunger ⇒ I am hungry

2. Anglès. I like animals → literalment: * Yo gusto animales ⇒ Me gustan los animales

3. Espanyol. Hablo bien alemán → literalment: * I speak well German ⇒ I speak German well
També es manté al llarg del temps la idea d’arbre sintàctic, que, si bé també s'utilitza en la lingüística estructuralista de Bloomfield, es diferencia perquè junt a les etiquetes gramaticals (p. ex., NP: frase nominal; VP: frase verbal) també inclou altres etiquetes més abstractes (WH: who, what, etc.) i operadors que pretenen explicar l'agramaticalitat de frases que des d'un punt de vista estrictament formal i estructural no ho haurien de ser. El següent és un exemple d’un arbre sintàctic molt senzill en lingüística chomskiana:
```
S

 
 
 
 
 
 
 
 
 
 
 
 
 
 
 
 
 /
 
 
 
 \

 
 
 
 
 
 
 
 
 
 
 
 
 
 
 NP
 
 
 
 
 VP

 
 
 
 
 
 
 
 
 
 
 
 
 
 / \
 
 
 
 /
 
 \

 
 
 
 
 
 
 
 
 
 
 
 
 D
 
 N
 
 
 V
 
 
 NP

 
 
 
 
 
 
 
 
 
 
 
El
 
gos
 
menja
 / \

 
 
 
 
 
 
 
 
 
 
 
 
 
 
 
 
 
 
 
 
 
 
 
 
 
 D
 
 N

 
 
 
 
 
 
 
 
 
 
 
 
 
 
 
 
 
 
 
 
 
 
 
 
 
els
 
ossos
```

### Competència lingüística i actuació
Mentre que els lingüistes bloomfieldians feien un estudi empíric del llenguatge —és a dir, "des de fora"—, la lingüística chomskiana utilitzava una aproximació racional i feia un estudi del llenguatge "des de dins". Expressat amb altres paraules: Chomsky tenia en compte la competència lingüística i les percepcions individuals dels parlants nadius.

La lingüística chomskiana estableix una clara diferència entre la competència lingüística i l’actuació (performance). La primera fa referència al coneixement gramatical del parlant, mentre que la segona té a veure amb l’acte comunicatiu, és a dir, amb l’ús real de la llengua en situacions concretes. Considerem l'exemple següent proposat per Climent i Mateu:  
# [SNQuii] ens va dir la Maria que creia en Pere que s'imaginava l’Anna que pensava en Claudi que suposava l’Antoni que [ti] cantaria la cançó? (cf. La Maria ens va dir que en Pere creia que l’Anna s'imaginava que en Claudi pensava que l’Antoni suposava que X cantaria la cançó).
Si bé, des del punt de vista de la competència, la construcció anterior és perfectament gramatical i no transgredeix cap regla, és evident que cap parlant de català arribaria a produir mai aquesta oració en situacions normals. En termes d’actuació (és a dir, des del punt de vista de l’acte comunicatiu), la seqüència és inacceptable, la qual cosa s'acostuma a marcar amb el símbol # (en contrast amb l'agramaticalitat, marcada amb un asterisc *). Mentre que la correcció gramatical està relacionada amb la competència lingüística, la correcció pragmàtica està relacionada amb l’actuació.

## Orígens i evolució històrica de la teoria
Les teories inicials de Chomsky han anat evolucionant i han conduït a diferents models. Tots els models generativistes comparteixen el caràcter innat de la capacitat del llenguatge i les transformacions, però són diferents pel que fa al tractament de les regles gramaticals o el pes específic de determinats aspectes.

### Orígens de la teoria: teoria estàndard (1957-1965)
La lingüística de la primera meitat del segle XX havia vingut marcada per l'estructuralisme, en primer lloc amb Saussure i Trubetskoi, i més endavant per les posicions descriptivistes (o distribucionalistes) de Bloomfield i els seus seguidors.
Com a punt d’inflexió i moment d’inici de la gramàtica generativa-transformacional, acostuma a considerar-se la publicació de l’obra Syntactic Structures de Chomsky, el 1957, tot i que també és molt important des del punt de vista històric la ressenya “Verbal Behavior. By B. F. Skinner” en la revista Language, en què Chomsky rebutja frontalment l’aproximació conductivista de Bloomfield. En aquesta ressenya del llibre Conducta verbal (1957), Chomsky criticava les teories de l’autor, el psicòleg conductista Skinner, que postulava que els nens aprenen el llenguatge només per imitació. En els anys posteriors, Chomsky anirà perfilant la seva oposició a les aproximacions conductistes de Bloomfield sobre el llenguatge, tant des d’un punt de vista metodològic com conceptual i filosòfic.

### Teoria estàndard estesa (1965-1973) i teoria estàndard estesa revisada (1973-1976)
L’obra original Syntactic Structures se centrava essencialment en la morfologia i en la sintaxi. De fet, per a Chomsky, la morfologia quedava inclosa dins d’una «sintaxi àmplia». El 1965, Chomsky va publicar Aspects of the theory of syntax, que va incloure finalment la semàntica i la fonologia en la gramàtica generativa. Amb això, es va constituir el que s'ha anomenat la “teoria estàndard estesa” de la gramàtica generativa, que ha estat revisada i ampliada al llarg dels anys posteriors. Així, per exemple, la negació, que era considerada una operació de transformació, passarà a considerar-se part de l'estructura profunda. Les posteriors modificacions de la “teoria estàndard estesa” van donar lloc a la “teoria estàndard estesa revisada”.

### Teoria de la recció i el lligament (1981-1990)[10]
A partir dels anys 1989, apareix la “teoria de la recció i el lligament” (Government and Binding, GB), formulada per Chomsky i influïda, entre d'altres, per Jean-Roger Vergnaud. La recció, d'una banda, és una extensió en el generativisme del règim clàssic (regència) de noms i verbs; i, d'altra banda, el lligament té en compte que els pronoms i altres paraules s'interpreten segons els referents.

### Programa minimalista (a partir del 1990)[11]
La gramàtica generativa evoluciona cap a final del segle XX cap a la recerca d'un "programa mínim" (o "minimalista") que contingui les regles mínimes del llenguatge. El programa minimalista ha eliminat de la nomenclatura l'estructura profunda i l'estructura superficial. Ara es parla de forma fonètica (FF) i forma lògica (FL). La primera es correspon amb els sistemes externs d’articulació i percepció, mentre que la segona es correspon amb el pensament.

### Altres teories sintàctiques a partir del generativisme
A banda de les anteriorment esmentades, hi ha hagut altres teories sintàctiques que han derivat de la gramàtica generativa, tals com la gramàtica lexicofuncional (lexical funcional grammar, LFG) o la gramàtica sintàctica nuclear (head-driven phase structure grammar, HPSG).

## La semàntica i la fonologia en la gramàtica generativa
Per al generativisme, la sintaxi és el component central i l’únic element generatiu. La semàntica i la fonologia són components interpretatius. El generativisme va incloure la semàntica durant molt de temps en l'estructura profunda (això va donar lloc fins i tot a teories de "semàntica generativa"), però amb els anys això s'ha anat superant i ha donat lloc a concepcions més complexes en què la semàntica també pot estar en l'estructura superficial. D’altra banda, el generativisme havia considerat tradicionalment que hi havia una autonomia entre la gramàtica i el significat, però això s'ha anat diluint per a donar-hi cabuda a la pragmàtica. En qualsevol cas, com indica Frías, cal tenir en compte que abans que la sintaxi hi ha la semàntica, la qual constitueix la base a partir de la qual es desenvolupen totes les altres idees lingüístiques. Pensem que, de fet, les paraules i els seus significats és el primer que adquireixen els nens.
Pel que fa a la inclusió de la fonologia, en el generativisme és especialment important l’obra de Chomsky i Halle The sound pattern in English. Aquesta obra, molt important en l'estudi de la fonologia anglesa, presentava la fonologia com un subsistema lingüístic separat d'altres components de la gramàtica, tot considerant les regles fonològiques en la formació de paraules i els canvis fonètics històrics que donen lloc a les formes contemporànies.

## Algunes lliçons de Chomsky sobre gramàtica generativa en línia
- “Language and the Mind Revisited - The Biolinguistic Turn.” Conferència a la Universitat de Califòrnia a Berkley, 2003.
- “After 60+ Years of Generative Grammar: A Personal Perspective.” Conferència de Chomsky a la Universitat de Princeton, novembre de 2012.
- “The minimalist program and language acquisition.” Lliçó magistral durant la investidura de doctor honoris causa, International School for Advanced Studies (SISSA) a Trieste, 2012.